# Lanšperk (hrad)
Zřícenina hradu Lanšperk (dříve Landšperk) se rozkládá na vysokém strmém ostrohu nad levým břehem řeky Tiché Orlice ve stejnojmenné osadě, náležející do katastru obce Dolní Dobrouč, asi 5 km východo-severovýchodně od města Ústí nad Orlicí.

## Dějiny hradu

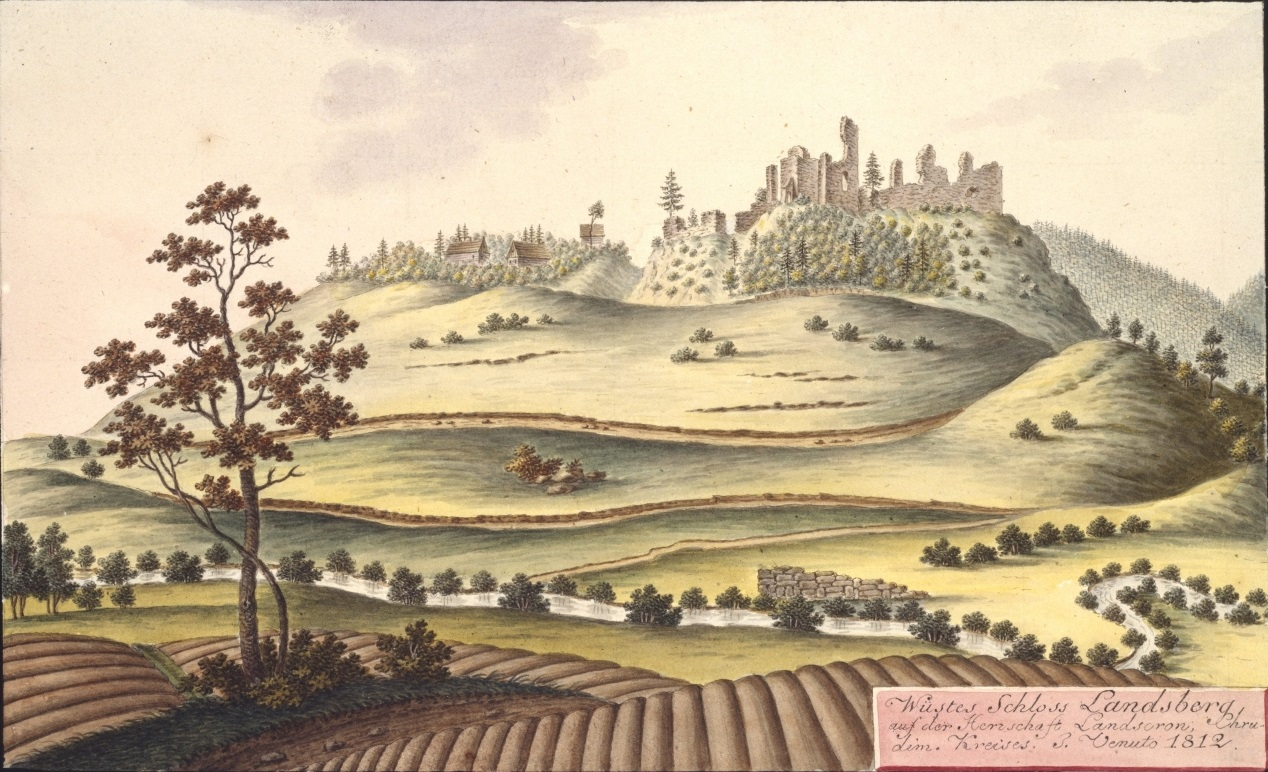
Zřícenina hradu Lanšperka, jak ji zachytil v roce 1812 Jan Antonín Venuto

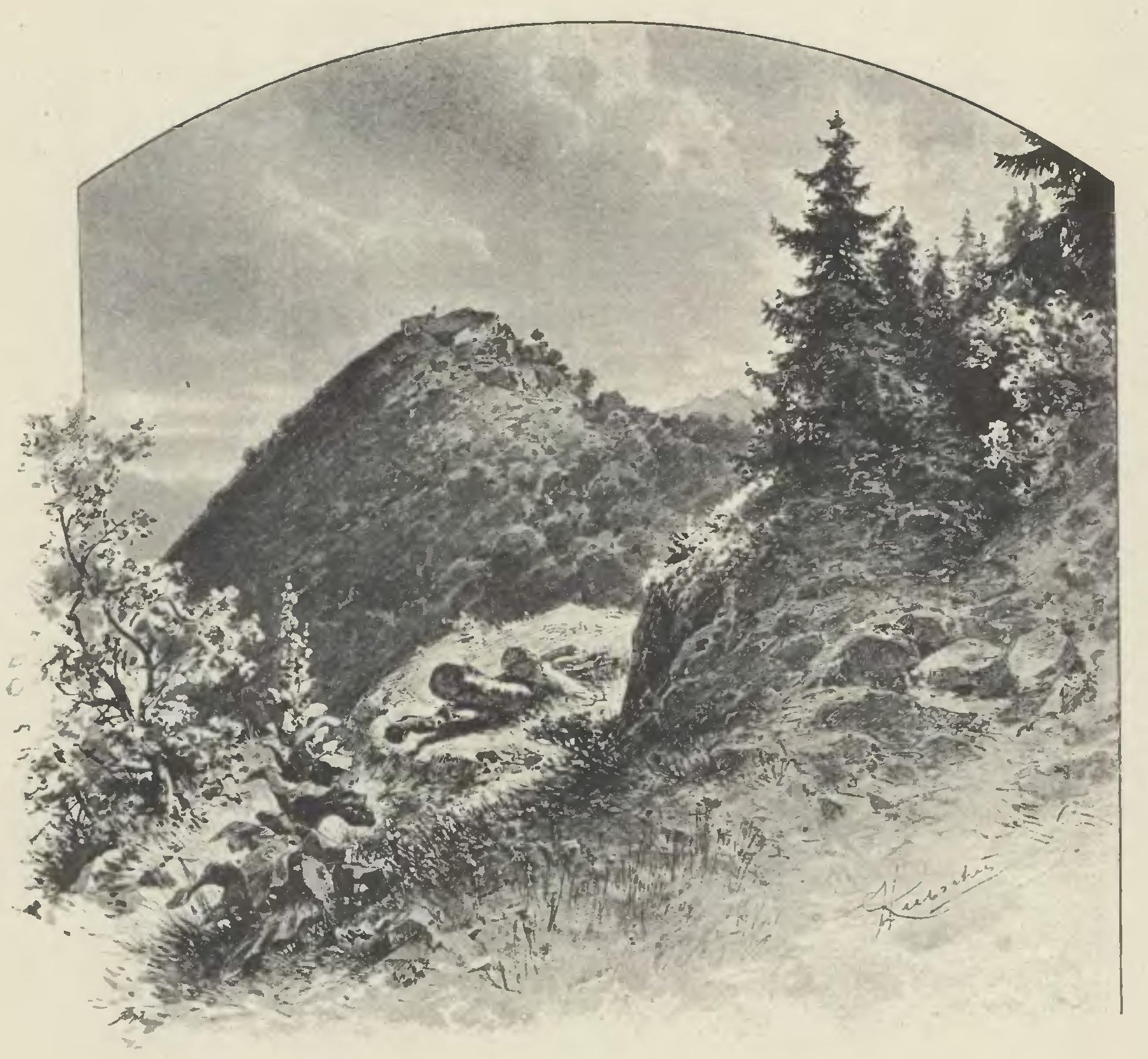
Landšperk kolem r. 1880 (K. Liebscher)

Hrad Lanšperk byl založen asi v polovině 13. století za posledních Přemyslovců v rámci kolonizace řídce osídleného pohraničního pralesa východních Čech, který byl královským majetkem. Založil jej buď Vilém z Drnholce nebo některý z jeho synů, kterými byli Heřman a Oldřich. Brzy po založení přešel hrad do královského majetku a stal se správním centrem rozsáhlého panství. První písemná zmínka o Lanšperku je z roku 1285, kdy jej král Václav II. daroval Závišovi z Falkenštejna. V letech 1292 a 1304 král panství na základě dvou donačních listin daroval nově založenému cisterciáckému klášteru na Zbraslavi. Následkem tohoto aktu na hradě vzniklo a krátce existovalo proboštství, prvně připomínané k roku 1314, které na tomto vzdáleném klášterním panství vykonávalo správní funkci. Během první poloviny 14. století dávali zbraslavští cisterciáci lanšperské panství opakovaně do zástavy a v roce 1358 jej směnou za statky v okolí Prahy převedli na litomyšlské biskupství, které tehdy spravoval Jan ze Středy. Mezi lety 1360 a 1363 zmiňují prameny lanšperského hejtmana Smila z Brandýsa, držitele nedalekých Libchav.
V počátcích husitského hnutí měl hrad i panství v zástavě Jan ze Smilkova a na Kostelci a po něm katolický šlechtic Václav z Dubé, který na hradě vydržoval posádku, věrnou králi Zikmundovi. Roku 1425 hrad dobyli sirotci a svěřili jej do správy Janovi Městeckému z Opočna; tomu se podařilo získat i zástavní právo k hradu. Jan Městecký se ale zanedlouho od husitů odklonil a přešel do tábora krále Zikmunda. Sirotci proto hrad v roce 1429 pod vedením táborského hejtmana Jakuba Kroměšína z Březovic opět dobyli a svěřili jej do správy Janu Šárovcovi. Zástavní právo nicméně nadále zůstalo Janovi Městeckému (v roce 1430 opět přestoupil k husitům), avšak 1432 jej převedl na Jana z Jenštejna, synovce stejnojmenného pražského arcibiskupa. Po r. 1437 disponoval zástavou Janův syn Pavel z Jenštejna, po něm pak Bohuše z Kosině. V roce 1451 nabyl zástavní právo k Lanšperku a část lanšperského panství Zdeněk Kostka z Postupic, který jej později sjednotil s druhou částí panství s městem Lanškrounem, jež měl od roku 1436 v zástavě jeho otec Vilém.
V době Kostků z Postupic byl hrad opraven, jak dosvědčují dodnes dochované části pískovcového zdiva odlišného od původního materiálu hradby (lomová opuka) a byl opět obýván. Zřejmě došlo i k posílení hradního opevnění v prostoru severního podhradí, pokud se tak nestalo již za doby Jana Šárovce. Ve vlastnictví hradu vystřídali zřejmě v roce 1506 Kostky Pernštejnové, neboť synové Viléma z Pernštejna, Jan a Vojtěch, sňatkem s Annou a Markétou, dcerami Bohuše Kostky z Postupic, spojené zástavní lanškrounsko-lanšperské panství vyženili. V roce 1544 byl Jan z Pernštejna nucen pro velké dluhy lanšperské panství odprodat Petrovi Bohdaneckému z Hodkova, který z hradu opět učinil panské sídlo. Od Petrových synů panství v roce 1564 odkoupil Vratislav z Pernštejna (o čtyři roky později čítalo 3 městečka, 28 vesnic a žilo na něm 992 osedlých), avšak mezi lety 1588 a 1589 byl nucen jeho syn Jan z Pernštejna kvůli velkému zadlužení opět spojené lanškrounsko-lanšperské panství odprodat Adamu Hrzánovi z Harasova († 1619). Z doby Kostků a Pernštejnů známe jména některých vrchnostenských úředníků, kteří panství z hradu Lanšperka spravovali. Roku 1453 se připomíná hejtman Václav Preger, 1484 hejtman Bernart z Petrkova a 1523 purkrabí Jiří Sádovský ze Sloupna. V letech 1576 až 1577 měla lanšperský hrad a panství od Vratislava z Pernštejna v nájmu Johanka Černohorská z Boskovic, vdova po Janovi Žehušickém z Nestajova, někdejším majiteli panství Bystré u Poličky.
Ještě v poslední čtvrtině 16. století začal hrad Lanšperk pustnout, neboť jako sídlo panství Pernštejnové využívali zámek v Lanškrouně. Z roku 1588 pochází popis hradu, který se dochoval v kupní smlouvě mezi Bohdaneckými a Pernštejny. Podle toho měl hrad nemálo pokojů, které by se malým nákladem ještě mohly nechat opravit a s poplužním dvorem byl oceněn na 700 kop grošů. Takovou vůli však nový majitel, který taktéž sídlil na zámku v Lanškrouně, neměl a v roce 1622, kdy Zdeslav Hrzán z Harasova prodal panství Karlovi z Lichtenštejna, je hrad uváděn již jako pustý. Od této doby sloužil jako zdroj levného stavebního materiálu pro údržbu lanšperského poplužního dvora a zejména pro výstavbu nových poddanských obydlí v podhradí; tento proces se ještě urychlil v roce 1790, kdy byl zrušen poplužní dvůr a na jeho pozemcích si poddaní vystavěli nové domy. V roce 1922 se při první pozemkové reformě stala zřícenina hradu majetkem obce Dolní Dobrouč, k níž ves Lanšperk od roku 1976 správně náleží.

## Stavební vývoj

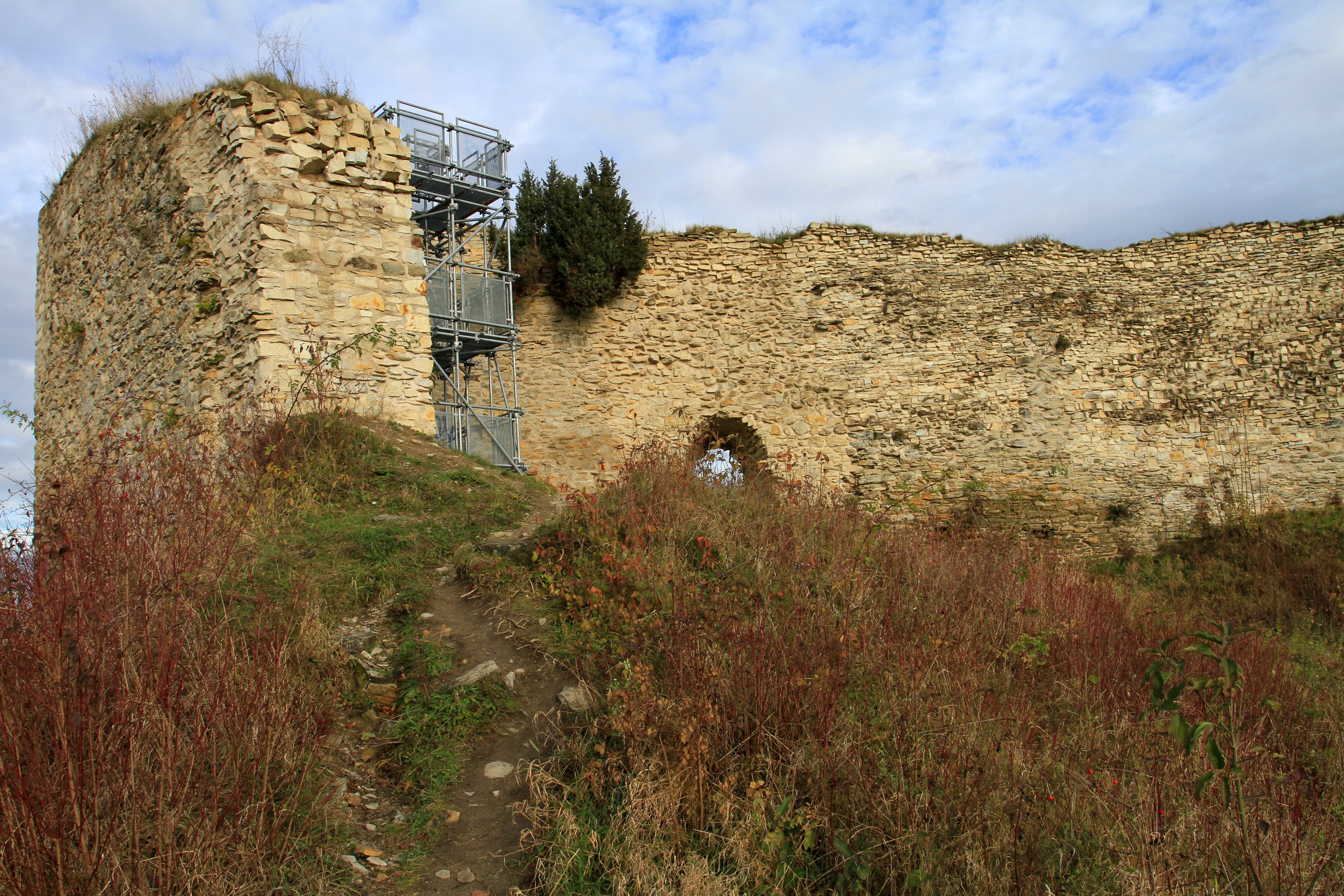
Pohled na hradbu v severní části hradního areálu

Hrad byl vystavěn na nejjižnější části vysokého ostrohu a chránil jej ze severozápadní, západní a jižní strany především strmý svah, spadající do údolí Tiché Orlice. Celý areál jádra obklopovala hradba (dochovaná dodnes jen na východní, čelní straně), v níž byla na severozápadní straně situována vstupní brána. K hradbě byl na východní straně nádvoří přistavěn palác, na protilehlé snad hospodářské budovy. Uprostřed nádvoří byla vyhloubena studna. Badatelé se přiklánějí k názoru, že se jednalo se o tzv. hrad s plášťovou zdí, neboť žádný z dochovaných objektů nelze spojit s existencí věže. Na severovýchodní straně přetnuly jen málo snížený ostroh, který umožňoval přístup k hradu, dva příkopy oddělené valem a parkánovou hradbou. Přístup k hradu byl zajištěn ze severní strany po mostech, překlenujících první a druhý příkop a cestě procházející branou v parkánové hradbě. Severovýchodním směrem od jádra hradu byl v podhradí vybudován poplužní dvůr a rozkládala se zde malá osada, připomínaná teprve v roce 1544 pod názvem Budy.
Zřejmě při opravách hradu, prováděných za Kostků z Postupic, bylo opevněno i podhradí a v jeho severovýchodní části byla zřízena bašta. Žádné prvky tohoto opevnění se však do dnešních dní nedochovaly s výjimkou zemního tělesa bašty, na němž stojí novogotická kaple z konce 19. století. Výstavba nových obydlí v době, kdy hrad již dávno neplnil obrannou ani rezidenční funkci, uspořádání podhradí silně pozměnila. Zřejmě až po zrušení poplužního dvora byla původní přístupová cesta k hradu nahrazena dnešní úzkou pěšinou, vedoucí po východním úbočí a po dně bývalého druhého příkopu. V roce 1944 se zříceniny pronájmem od obce ujal Sbor pro záchranu hradu Lanšperka, který provedl první zásahy, jež měly zamezit dalšímu chátrání hradního areálu; do roku 1953 se podařilo provést některé zabezpečovací práce a průzkum, spojený s odkrytím a vyčištěním sklepů v prostoru paláce, ale poté byla zřícenina hradu až do devadesátých let 20. století ponechána svému osudu.

## Současnost
Hrad je v současné době majetkem obce Dolní Dobrouč, která na počátku 90. let 20. století vyšla vstříc aktivitám Sboru pro záchranu hradu Lanšperka, registrovanému na podzim 1992 u Ministerstva vnitra ČR jako občanské sdružení. Jemu se do roku 2005 podařilo zakonzervovat celý dochovaný úsek čelní hradby, přičemž v posledních letech postupně přecházela iniciativa spíše na obec a Sbor zajišťoval organizační podporu. V rámci záchranných prací bylo vybudováno jednoduché lapidárium pro zajištění opracovaných kamenů, jež byly doposud volně roztroušeny v hradním areálu. Vedle vlastních sanačních prací Sbor rozvinul bohatou osvětovou a publikační činnost, v jejímž rámci vzniklo několik monografií a řada studií, publikovaných v regionálních odborných periodikách. Od roku 1996 vydává pro informování svých členů a příznivců Sborové listy. Příležitostník Sboru pro záchranu hradu Lanšperka. Propagaci zříceniny podporuje i pořádáním turistických pochodů. V létě 2007 byla z iniciativy Regionu Orlicko-Třebovsko v severní části nádvoří instalována volně přístupná vyhlídková plošina z ocelové konstrukce, která umožňuje výhled na panorama Orlických hor, masiv Králického Sněžníku, Suchý vrch, Bukovou horu a za dobrých podmínek i na Jeseníky.

## Pověsti
Hradní pán Petr Bohdanecký z Hodkova (?-1549) se údajně vsadil s chůvou svého syna Martou, zda je schopna z okna hradu rozpoznat na vzdálené pastvině svého milého. Chůva sázku vyhrála a její pán jí za to vystrojil svatbu a novomanželům věnoval jako svatební dar i onu pastvinu. Na ní hospodařili a vystavěli zde i malý dvorec.
Novodobá pověst praví, že na hradě samém žije mužíček jménem Stromouch; pozná se dle klobouku ve tvaru koruny stromu a větviček namísto rukou. Pečuje o lesy v okolní krajině; kdysi ochraňoval hrad, za což v něm mohl přebývat. Na jeho počest se zde každoročně počátkem března konají turistické pochody „Hledání stromoucha“.